# Hugh Rawlinson
Hugh Rawlinson – australijski wioślarz.

## Osiągnięcia
- Mistrzostwa Świata – Linz 2008 – dwójka ze sternikiem – 3. miejsce[1].